# Sofia Pismo Filozofów Krajów Słowiańskich
ΣΟФΙΑ - Pismo Filozofów Krajów Słowiańskich powstało z inicjatywy Andrzeja L. Zachariasza. Pismo "ΣΟФΙΑ" jest rocznikiem. Pierwszy numer ukazał się w roku 2001. Początkowo wydawane było nakładem Wydawnictwa Uniwersytetu Rzeszowskiego, od 2006 r. Wydawnictwa Naukowego Collegium Philosophicum IF UR, a od 2012 r. nakładem Stowarzyszenia Filozofów Krajów Słowiańskich.
Pismo „ΣΟΦΙΑ” ukazuje się w druku (wersja papierowa jest pierwotna), a także dostępne jest w wersji elektronicznej na stronie internetowej Pisma, w Podkarpackiej Bibliotece Cyfrowej oraz w Central and Eastern European Online Library. Jest recenzowanym pismem o zasięgu międzynarodowym. Podejmuje zarówno zasadnicze problemy filozofii, jak i problematykę, która uznawana jest za doniosłą w poszczególnych krajach słowiańskich. Cechą charakterystyczną "Sofii" jest to, że zamieszcza się w niej teksty w językach narodowych. Do tej pory ukazało się jedenaście numerów. 
- ΣΟФΙΑ chce być przede wszystkim pismem, które będąc do dyspozycji myślicieli poszczególnych krajów słowiańskich stwarza im możliwości publikacji poza własnym narodowym środowiskiem filozoficznym; stwarza możliwość wzajemnej prezentacji ich osobistego dorobku i dorobku filozoficznego poszczególnych narodów słowiańskich oraz możliwość przedstawienia własnych stanowisk filozoficznych. Tym samym ma być pismem promującym narodowe środowiska filozoficzne w kręgu kultur narodów słowiańskich. ΣΟФΙΑ chce zatem być pismem filozofów krajów słowiańskich i służyć filozofom tych krajów.

- Wierzymy, że taka wymiana idei będzie również czynnikiem inspirującym tworzenie się nowych idei, a w szczególności idei współistnienia narodów słowiańskich w obliczu procesów cywilizacyjnej i kulturowej globalizacji.

- Filozofia i filozofowie nie mogą być nieobecni przy tworzeniu naszych narodowych kultur. To właśnie poprzez filozofię dokonuje się racjonalizacja rzeczywistości, w której przyszło nam żyć.